# Hansa Records
Pour les articles homonymes, voir Hansa.
Hansa Records, aussi appelé Hansa, Hansa Musik Produktion ou Hansa International, est un label discographique allemand de pop, actif entre 1964 et 2009. Il est fondé dans les années 1960 dont le siège se trouvait à Berlin.

## Histoire
Avec la création du label en novembre 1964, Christian Bruhn, plus à l'aise du côté musical que du côté commercial des affaires, quitte la jeune entreprise ; Bruhn déclarera plus tard que ça a été « probablement la plus grosse erreur de ma vie ». Les premiers disques singles avec des productions de chansons populaires sous le label Hansa sortent en novembre 1964, distribués par Ariola Records (à l'époque encore à Gütersloh). Le premier single, portant le numéro de catalogue 11 088 AT, est Ich setze alles auf eine Karte/Aus (Shout) de Peggy Peters (connue plus tard sous le nom de Tina Rainford) ; les compositeurs de la face A étaient Heino Gaze et Fred Ignor. Le label Hansa a réalisé son premier million de ventes en mai 1965 avec Il Silenzio de Nini Rosso, qui se vend à 1,6 million d'exemplaires. Les autres succès de l'année 1965 sont Er ist wieder da (Marion) et Winter in Canada (Elisa Gabbai).
Hansa a connu ses plus gros succès à la fin des années 1970 en éditant les disques d'artistes reconnus comme David Bowie, dont les albums Low et "Heroes" sont enregistrés dans leur studio de Berlin-Ouest. The Cure (alors baptisé Easy Cure) remporte un concours de jeunes talents organisé par Hansa, mais seules quelques démos sont enregistrées en novembre 1977 avant que le groupe sorte son premier 45 tours chez Small Wonder Records, puis s'engage avec Fiction Records, le label de Chris Parry. Hansa Records était également la maison de disques des Modern Talking pendant leur période où se sont enchaînés les tubes de 1985 à 1987 (ce qui correspond à 5 albums).
Hansa est finalement racheté par BMG, et fusionné en 2009 avec d'autres petits labels pour former BMG Berlin Musik GmbH.

## Groupes et artistes
- Boney M.
- Bonnie Tyler
- David Bowie (Low et "Heroes")
- Cliff Carpenter and his Orchestra
- Brian Eno
- Depeche Mode (Some Great Reward)
- Eruption
- Falco
- Frank Farian
- Gilla
- Jacqueline
- Japan
- La Mama
- Modern Talking
- Caroline Müller
- Ricky Shayne
- The Sugarhill Gang
- U2 (Achtung Baby)
- Milli Vanilli
- Precious Wilson
- Teens and Jeans and Rock 'N' Roll